# Chinesische Akademie der Wissenschaften

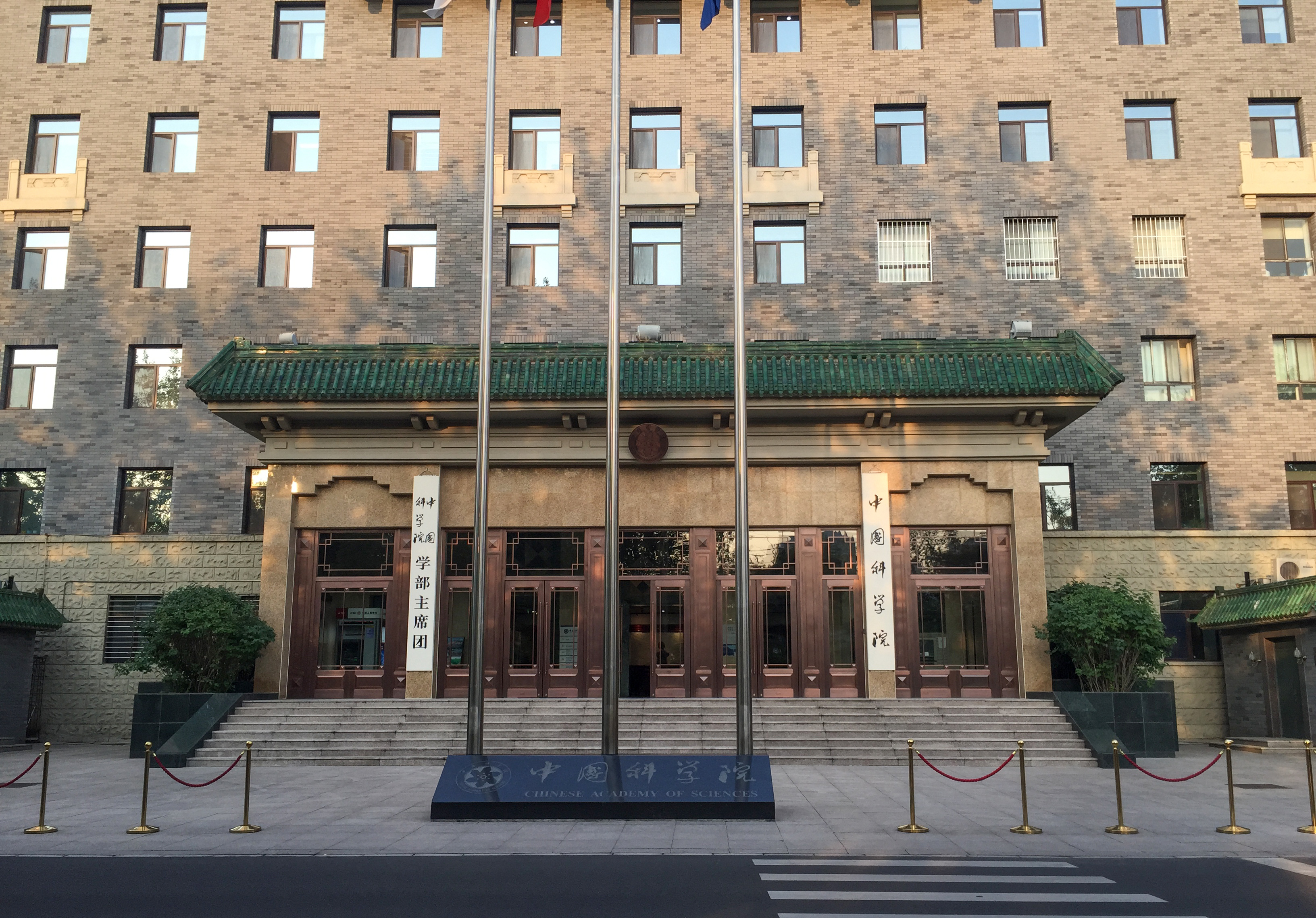
Hauptverwaltung in Peking (2017)

Die Chinesische Akademie der Wissenschaften (chinesisch 中國科學院 / 中国科学院, Pinyin Zhōngguó Kēxuéyuàn, englisch Chinese Academy of Sciences (Abk. CAS); chin. Abk. 中科院,  Zhōngkēyuàn), mit Wurzeln in der Academia Sinica, ist die nationale Akademie für Naturwissenschaften, Mathematik und Ingenieurwesen der Volksrepublik China.
Die Bildungseinrichtung mit Sitz in Peking ist dem Staatsrat der Volksrepublik China unterstellt. Sie wurde im November 1949 gegründet und verfügt über zahlreiche Institute in ganz China. Mit rund 48500 Forschern ist sie zugleich die größte Forschungseinrichtung der Welt und verfügt über ein Budget von 5,4 Milliarden USD (ca. 4,4 Milliarden Euro, 2013).

## Gliederung

### Abteilungen
Die Akademie hat sechs Abteilungen:
- I. Mathematik und Physik
- II. Chemie
- III. Biowissenschaften und Medizinische Wissenschaften
- IV. Geowissenschaften
- V. Informatik
- VI. Technische Wissenschaften

Es gibt Zweigstellen (分院) in Shenyang, Changchun, Shanghai, Nanjing, Wuhan, Guangzhou, Chengdu, Kunming, Xi’an, Lanzhou und in Ürümqi, seit dem 1. März 2005 auch eine Zweigstelle Peking, die die Einrichtungen der Akademie in Peking, Tianjin und Shanxi betreut.
Die Chinesische Akademie der Wissenschaften hat 84 Institute, zwei Universitäten (die Chinesische Universität für Wissenschaft und Technik in Hefei, Anhui und Universität der Chinesischen Akademie der Wissenschaften), zwei Colleges, vier Dokumentations- und Informationszentren, drei Zentren für technologischen Support und zwei Editionseinheiten. Diese Zweigstellen und Büros befinden sich in zwanzig Provinzen und regierungsunabhängigen Städten Chinas. Bekannte Einrichtungen der Akademie der Wissenschaften sind:
- Hefeier Institute für physikalische Wissenschaften
  - Anhuier Institut für Optik und Feinmechanik
  - Institut für Sicherheit der Kernenergie
- Changchuner Institut für Optik, Feinmechanik und Physik
- Institut für Hochenergiephysik
- Shanghaier Institut für technische Physik
- Institut für Verfahrenstechnik
- Institut für Mechanik
- Institut für Geologie und Geophysik
- Institut für Geologie und Paläontologie
- Institut für Virologie
- Exzellenzzentrum für Molekulare Pflanzenwissenschaften
- Institut für Informationsgewinnung durch Luft- und Raumfahrt
- Nationales Zentrum für Weltraumwissenschaften
- Zentrum für Projekte und Technologien zur Nutzung des Weltalls
- Innovationsakademie für Mikrosatelliten
- Nationale Astronomische Observatorien

### Ausgründungen
Die Akademie hat in acht Industriezweigen über 430 Hochtechnologie-Unternehmen ausgestattet oder geschaffen. Acht dieser Gesellschaften sind börsennotiert. Größere Ausgründungen der Akademie der Wissenschaften sind unter anderem die Zhongke Quadrat Technologie GmbH, Herstellerin von Dauermagnetgeneratoren, die Chang Guang Satellitentechnik GmbH, Betreiberin der Erdbeobachtungs-Satellitenkonstellation Jilin 1, oder die Zhongke Raumfahrterkundungstechnik GmbH, Entwicklerin von Feststoffraketen, die wiederum mit der Zhongke Raumfahrtantriebstechnik GmbH eine Tochtergesellschaft besitzt, die sich mit der Entwicklung von preisgünstigen Flüssigkeitsraketentriebwerken befasst.
Das Akronym „Zhongke“ (中科) steht für Zhōngguó Kēxuéyuàn („Chinesische Akademie der Wissenschaften“, 中国科学院) und entspricht dem englischen CAS.
Am 2. Februar 1999 wurde der Asteroid (7800) Zhongkeyuan anlässlich des 50-jährigen Bestehens der Institution nach ihr benannt.

## Veröffentlichungen: Bulletin
Seit 1987 gibt die Akademie die Zeitschrift „Bulletin of the Chinese Academy of Sciences“ (BCAS) heraus, das vier Mal im Jahr erscheint (ISSN 1003-3572). Das Bulletin wird in der EBSCO-Datenbank indexiert.

## Präsidenten (Amtszeit)
- Guo Moruo (1949–1978)
- Fang Yi (1978–1981)
- Lu Jiaxi (1981–1987)
- Zhou Guangzhao (1987–1997)
- Lu Yongxiang (1997–2011)
- Bai Chunli (2011–2020)
- Hou Jianguo seit 2020